# Дермотт (Арканзас)
Дермотт (англ. Dermott, Arkansas) — город, расположенный в округе Шико (штат Арканзас, США) с населением в 3292 человека по статистическим данным переписи 2000 года.

## География
По данным Бюро переписи населения США Дермотт имеет общую площадь в 7,51 квадратных километров, из которых 7,25 кв. километров занимает земля и 0,26 кв. километров — вода. Площадь водных ресурсов округа составляет 3,46 % от всей его площади.
Дермотт расположен на высоте 43 метра над уровнем моря.

## Демография
По данным переписи населения 2000 года в Дермотте проживало 3292 человека, 824 семьи, насчитывалось 1216 домашних хозяйств и 1404 жилых дома. Средняя плотность населения составляла около 439 человека на один квадратный километр. Расовый состав Дермотта по данным переписи распределился следующим образом: 25,24 % белых, 73,27 % — чёрных или афроамериканцев, 0,15 % — коренных американцев, 0,30 % — азиатов, 0,97 % — представителей смешанных рас, 0,06 % — других народностей. Испаноговорящие составили 0,76 % от всех жителей города.
Из 1216 домашних хозяйств в 29,9 % — воспитывали детей в возрасте до 18 лет, 36,2 % представляли собой совместно проживающие супружеские пары, в 27,7 % семей женщины проживали без мужей, 32,2 % не имели семей. 28,8 % от общего числа семей на момент переписи жили самостоятельно, при этом 14,3 % составили одинокие пожилые люди в возрасте 65 лет и старше. Средний размер домашнего хозяйства составил 2,59 человек, а средний размер семьи — 3,21 человек.
Население города по возрастному диапазону по данным переписи 2000 года распределилось следующим образом: 29,0 % — жители младше 18 лет, 8,7 % — между 18 и 24 годами, 24,1 % — от 25 до 44 лет, 22,5 % — от 45 до 64 лет и 15,7 % — в возрасте 65 лет и старше. Средний возраст жителей составил 36 лет. На каждые 100 женщин в Дермотте приходилось 81,6 мужчин, при этом на каждые сто женщин 18 лет и старше приходилось 78,6 мужчин также старше 18 лет.
Средний доход на одно домашнее хозяйство в городе составил 17 857 долларов США, а средний доход на одну семью — 22 214 долларов. При этом мужчины имели средний доход в 21 134 доллара США в год против 17 318 долларов среднегодового дохода у женщин. Доход на душу населения в городе составил 9998 долларов в год. 25,9 % от всего числа семей в округе и 32,5 % от всей численности населения находилось на момент переписи населения за чертой бедности, при этом 43,0 % из них были моложе 18 лет и 22,4 % — в возрасте 65 лет и старше.